# Verre Collins

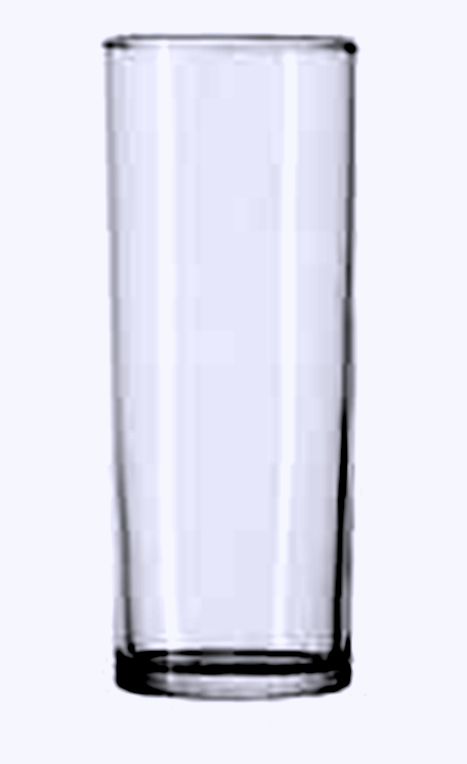
Un verre collins

Un verre collins est un verre de type tumbler, contenant généralement entre 300  et   400 ml (10  à   14 Onces liquides américaines). Il est utilisé pour servir des mélanges, en particulier les cocktails Tom Collins ou John Collins. Il est de forme cylindrique, plus étroit et plus haut qu'un verre highball.